# Ohrožený taxon
Ohrožený taxon (zkratka EN, z anglického Endangered) je stupeň ohrožení podle červeného seznamu IUCN. Ohrožené taxony čelí vysokému riziku vyhynutí v blízké budoucnosti. V převážné většině případů se jedná o organismy, ohrožované rozpínající se lidskou civilizací.
K roku 2022 IUCN vyhodnocoval 150 388 druhů hub, rostlin a živočichů, z nichž za ohrožené bylo považováno 16 364.

## Kritéria
V rámci IUCN se druh stává ohroženým v momentě, kdy splňuje alespoň jedno z kritérií A–E níže. Následující text je značně zjednodušen, pro úplná kritéria viz dokument Guidelines for Using the IUCN Red List Categories and Criteria (2022), v češtině pak např. článek od Chobota & Plesníka (2017).
A: Snížení početnosti populace
1. Míra snížení populace v minulosti je ≥70 % za posledních 10 let nebo 3 generace (bere se v potaz delší časové období). Příčiny poklesu jsou snadno vratné A ZÁROVEŇ jsou známy A ZÁROVEŇ již pominuly.
2. Míra snížení populace v minulosti je ≥50 % za posledních 10 let nebo 3 generace (bere se v potaz delší časové období). Příčiny poklesu mohou stále trvat NEBO nejsou známy NEBO nemusí být vratné.
3. Míra předpokládaného snížení populace během následujících 10 let nebo 3 generací (maximálně 100 let) je ≥50 %.
4. Míra předpokládaného snížení populace během následujících 10 let nebo 3 generací (maximálně 100 let) je ≥50 %, přičemž časové rozmezí zahrnuje i údaje z minulosti. Příčiny poklesu mohou stále trvat NEBO nejsou známy NEBO nemusí být vratné.

B: Snížení geografického rozšíření (splněno kritérium B1 a/nebo B2)
1. Snížení rozsahu areálu rozšíření nastalo na ploše <5000 km2.
2. Plocha výskytu je <500 km2.

- ZÁROVEŇ jsou splněna nejméně 2 z následujících 3 kritérií:

- a) značně roztříštěný výskyt nebo výskyt na ≤5 lokacích;
- b) pokračující pokles i) rozsahu areálu, ii) plochy výskytu, iii) rozlohy nebo kvality stanoviště, iv) počtu lokací subpopulací, v) počtu dospělých jedinců;
- c) extrémní výkyvy i) rozsahu areálu, ii) plochy výskytu, iii) počtu lokalit nebo subpopulací, iv) počtu dospělých jedinců.

C: Velikost populace je ≤ 2500 dospělců a buď/nebo:
1. Odhadovaný pokles v následujících 5 letech nebo během dvou generací je nejméně 20 %.
2. Probíhá pokračující pokles A ZÁROVEŇ je splněno jedno z následujících kritérií:
  - a) Populační struktura:
    - i) každá ze subpopulací má ≤ 250 jedinců NEBO
    - ii) jediná subpopulace zahrnuje více než 95 % dospělců.

  - b) Probíhají extrémní výkyvy početnosti dospělců.

D: Početnosti populace je ≤50 dospělců.
E: Pravděpodobnost vyhynutí
1. Pravděpodobnost vyhynutí ve volné přírodě je ≥20 % v následujících 20 letech nebo 5 generacích.

V seznamu ohrožených druhů lze najít tato kritéria psaná ve zkratkách, kdy je nejdříve zkratkou vypsán stupeň ohrožení, načež následuje zkratkovitý zápis kritéria (např. CR C1 = ohrožený druh pod kritériem C1, čili odhadovaný pokles v následujících 5 letech nebo během dvou generací je nejméně 20 %.). V případě, že taxon vyhovuje několika kritériím, je u zkratek kritérií použito znaménko +; např. CR B1ab(i)c(ii,v)+2ab(i)c(ii,v).

## Seznam ohrožených druhů
Kromě toho, že seznam ohrožených druhů taxonů vydává Mezinárodní svaz ochrany přírody (viz Červený seznam IUCN), také jednotlivé státy mají své seznamy místních ohrožených druhů/taxonů. Konkrétním příkladem je například seznam ohrožených živočichů v Česku (viz také stupeň ohrožení v Česku).

## Příklady
- plejtvák obrovský
- jeřáb mandžuský
- cedr atlaský
- velryba černá
- žralok obrovský
- žralok mako
- velryba japonská
- plejtvák myšok
- plejtvák sejval
- delfínovec ganžský
- plískavice novozélandská
- orcela tuponosá
- šimpanz učenlivý
- šimpanz bonobo
- panda červená
- slon indický
- tučňák chocholavý